# Bijin aishu
Bijin aishu (美人と哀愁?) è un film del 1931 diretto da Yasujirō Ozu.
La pellicola, prodotta dalla Shochiku, è oggi perduta.